# Roja
Roja är en kommunhuvudort i Lettland.   Den ligger i kommunen Rojas novads, i den nordvästra delen av landet, 100 km nordväst om huvudstaden Riga. Roja ligger 13 meter över havet och antalet invånare är 1 800.
Terrängen runt Roja är mycket platt. Havet är nära Roja åt nordost. Runt Roja är det ganska glesbefolkat, med 24 invånare per kvadratkilometer. Roja är det största samhället i trakten. I omgivningarna runt Roja växer i huvudsak blandskog.